# Pseudocandona sarsi
Pseudocandona sarsi är en kräftdjursart som först beskrevs av August Karl Julius Hartwig 1899.  Pseudocandona sarsi ingår i släktet Pseudocandona och familjen Candonidae. Inga underarter finns listade i Catalogue of Life.